# Pseudonortonia paulyi
Pseudonortonia paulyi är en stekelart som beskrevs av Giordani Soika 1990. Pseudonortonia paulyi ingår i släktet Pseudonortonia och familjen Eumenidae. Inga underarter finns listade i Catalogue of Life.